# Rautatie
Rautatie è un album in studio del gruppo musicale finlandese Circle, pubblicato nel 2010.

## Tracce
1. Rautatie – 4:57
2. Lääke – 3:54
3. Vaellus – 7:58
4. Kohtalon sormi – 7:17
5. Tähet – 3:17
6. Pelkkä meno – 5:30
7. Lautatarha – 5:57
8. Kaasukello – 8:18